# Scranton (Iowa)
Scranton es una ciudad ubicada en el condado de Greene en el estado estadounidense de Iowa. En el Censo de 2010 tenía una población de 557 habitantes y una densidad poblacional de 114,58 personas por km².

## Geografía
Scranton se encuentra ubicada en las coordenadas 42°1′9″N 94°32′57″O / 42.01917, -94.54917. Según la Oficina del Censo de los Estados Unidos, Scranton tiene una superficie total de 4.86 km², de la cual 4.86 km² corresponden a tierra firme y (0%) 0 km² es agua.

## Demografía
Según el censo de 2010, había 557 personas residiendo en Scranton. La densidad de población era de 114,58 hab./km². De los 557 habitantes, Scranton estaba compuesto por el 96.41% blancos, el 0% eran afroamericanos, el 0% eran amerindios, el 0% eran asiáticos, el 0.18% eran isleños del Pacífico, el 2.69% eran de otras razas y el 0.72% pertenecían a dos o más razas. Del total de la población el 2.87% eran hispanos o latinos de cualquier raza.